# Rondonanthus
Rondonanthus es un género  de plantas fanerógamas perteneciente a la familia Eriocaulaceae.  Comprende 7 especies descritas y de estas, solo 6 aceptadas.

## Taxonomía
El género fue descrito por Theodor Carl Julius Herzog  y publicado en Repertorium Specierum Novarum Regni Vegetabilis 29: 210. 1931. La especie tipo es: Rondonanthus roraimae

## Especies aceptadas
A continuación se brinda un listado de las especies del género Rondonanthus aceptadas hasta marzo de 2014, ordenadas alfabéticamente. Para cada una se indica el nombre binomial seguido del autor, abreviado según las convenciones y usos.
- Rondonanthus acopanensis (Moldenke) Hensold & Giul.
- Rondonanthus capillacens (Klotzsch ex Körn.) Hensold & Giul.
- Rondonanthus caulescens (Moldenke) Hensold & Giul.
- Rondonanthus duidae
- Rondonanthus flabelliformis  (Moldenke) Hensold & Giul.
- Rondonanthus roraimae